# Kazuki Fukai
Kazuki Fukai (深井 一希 Fukai Kazuki?, Hokkaido, 11 de marzo de 1995) es un futbolista japonés que juega como centrocampista en el Hokkaido Consadole Sapporo.

## Trayectoria

### Clubes
| Club                       | País  | Año   |
| -------------------------- | ----- | ----- |
| Hokkaido Consadole Sapporo | Japón | 2013- |